# Spiroctenus pectiniger
Spiroctenus pectiniger is een spinnensoort in de taxonomische indeling van de bruine klapdeurspinnen (Nemesiidae).
Spiroctenus pectiniger werd in 1903 beschreven door Simon.